# Herb Libiąża
Herb Libiąża – jeden z symboli miasta Libiąż i gminy Libiąż w postaci herbu.

## Wygląd i symbolika
Herb przedstawia na tarczy dwudzielnej w słup w polu prawym czerwonym połowę białego piastowskiego orła, w polu lewym złotym czarną wieżę kopalni i jej białe zabudowania. W podstawie herbu na zielonej poprzecznej belce umieszczone są dwa złote kłosy.
W czole tarczy napis (srebrne litery w polu czarnym) „Libiąż”. Spotykana jest też wersja bez tego napisu.
Herb nawiązuje do górniczych korzeni Libiąża (KWK „Janina”, od 1907 r.), a kłosy i zieleń wskazują na rolniczy charakter gminy.

## Historia
Herb zatwierdzony przez Miejską Radę Narodową w 1968 został zaprojektowany przez Lecha Chwastowskiego, plastyka pracującego w dziale budowlanym kopalni „Janina”. Jest to typowy herb z okresu PRL, odbiegający od prawideł heraldyki.